# Тарасов Віктор Миколайович
Віктор Миколайович Тарасов — український воєначальник та військовий педагог, генерал-лейтенант (24 серпня 2012). Перший заступник начальника та заступник начальника з навчальної роботи Національного університету оборони України імені Івана Черняховського. Заслужений працівник освіти України, кандидат військових наук, професор.

## Життєпис
Станом на 24 серпня 2005 року — начальник кафедри ракетних військ і артилерії Національної академії оборони України.
Станом на 24 серпня 2012 року — перший заступник начальника Національного університету оборони України.
Станом на кінець червня 2022 року — заступник начальника Національного університету оборони України імені Івана Черняховського з навчальної роботи.

## Військові звання
генерал-майор (24 серпня 2005)
генерал-лейтенант (24 серпня 2012)

## Відео
- Вручення генеральских погонів. Опубліковано 9 жовтня 2012. Військове телебачення України на YouTube

| Воєначальник | Це незавершена стаття про військового діяча або діячку. Ви можете допомогти проєкту, виправивши або дописавши її. |